# Denis Gargaud Chanut
Denis Gargaud Chanut (Marselha, 22 de julho de 1987) é um canoísta de slalom francês, campeão olímpico. Ele se formou na Kedge Business School.

## Carreira
Gargaud Chanut representou seu país nos Jogos Olímpicos Rio 2016, conquistando a medalha de ouro na prova do slalom C1.